# Have a Party
Have a Party – pierwszy singiel amerykańskiej grupy muzycznej Mobb Deep. Utwór pochodzi z albumu Blood Money oraz ze ścieżki dźwiękowej do Get Rich or Die Tryin’. Gościnnie występują 50 Cent i Nate Dogg.

## Notowania
| Notowanie (2006)                     | Najwyższa pozycja |
| ------------------------------------ | ----------------- |
| U.S. Billboard Hot R&B/Hip-Hop Songs | 49                |
| U.S. Billboard Hot Rap Tracks        | 23                |